# Astatula
La ville d’Astatula est située dans le comté de Lake, dans l’État de Floride, aux États-Unis. Lors du recensement de 2000, sa population a été estimée à 1 298 habitants.

## Démographie
| 1930 | 1940 | 1950 | 1960 | 1970 | 1980 |
| ---- | ---- | ---- | ---- | ---- | ---- |
| 167  | 153  | 255  | 357  | 388  | 755  |

| 1990 | 2000  | 2010  | - | - | - |
| ---- | ----- | ----- | - | - | - |
| 995  | 1 388 | 1 810 | - | - | - |

## Galerie photographique

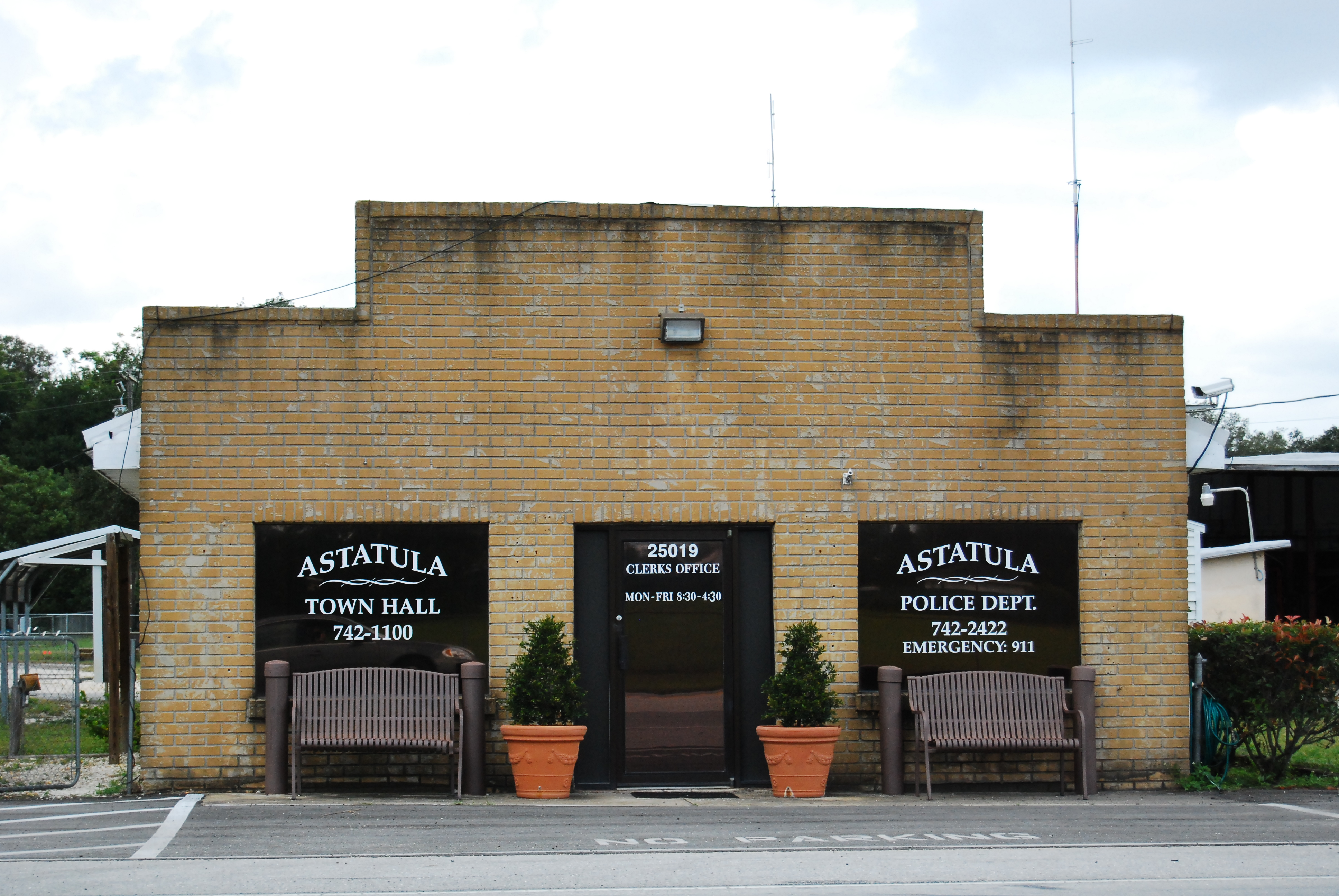
L’hôtel de ville d’Astatula
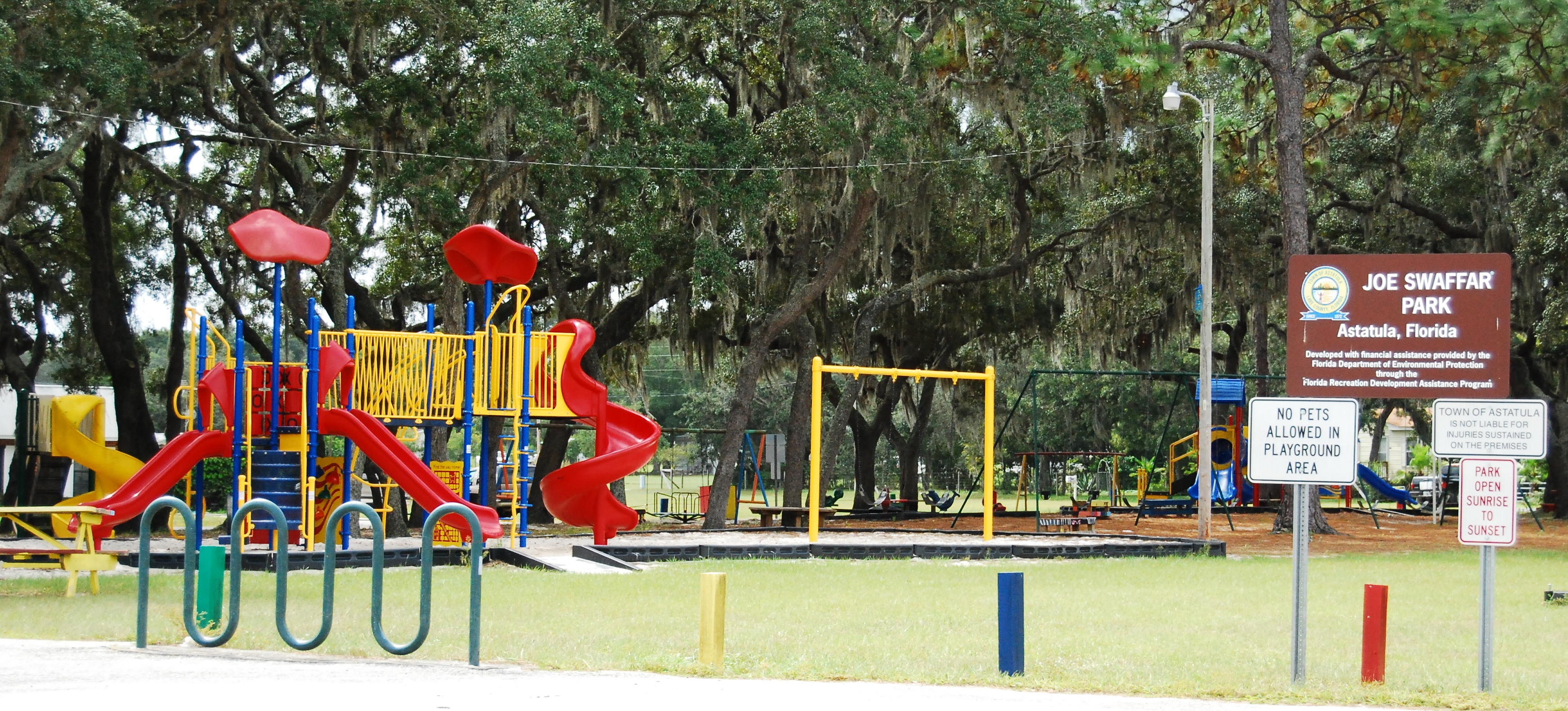
Le parc Joe Swaffar

## Source
- (en) Cet article est partiellement ou en totalité issu de l’article de Wikipédia en anglais intitulé « Astatula, Florida » (voir la liste des auteurs).